# 四合镇 (内江市)
四合镇，是中华人民共和国四川省内江市市中区曾经下辖的一个镇。2019年12月，撤销四合镇，将其所属行政区域划归靖民镇管辖。

## 行政区划
四合镇撤销前下辖以下地区：
寿溪桥社区、三山村、园田村、寿溪村、沱江村和四合尖山村。